# Domácí zvíře

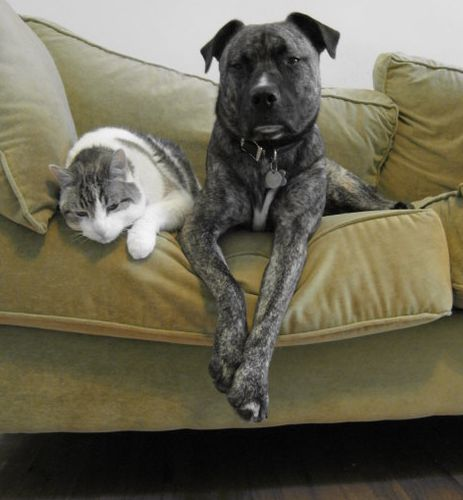
Kočka a pes

Domácí zvíře, zvířecí společník či domácí mazlíček je zvíře chované především pro lidskou společnost nebo ochranu, na rozdíl od zvířat určených na práci a sport, hospodářských zvířat, laboratorních zvířat, které se chovají především pro výkon, zemědělský význam nebo výzkum. Nejpopulárnější domácí zvířata jsou proslulá pro jejich vystupování, věrnost a hravost.
Domácí zvířata obyčejně zajišťují jejich majiteli fyzické a emocionální výhody. Procházka se psem dokáže poskytnout jak člověku, tak zvířeti pohyb, čerstvý vzduch a společenskou interakci. Podobnou společnost vyhledávají i lidé v důchodovém věku, kteří nemají přiměřenou sociální interakci s člověkem. Existuje i lékařsky schválená třída terapie za pomoci zvířat, tzv. animoterapie či zooterapie, nejčastěji za pomoci psů, koček či koní (např. fyzická léčba pomocí koní), kteří jsou bráni na návštěvy k postiženým lidem. Zvířecí terapie využívá trénovaná zvířata a psovody k dosažení fyzických, společenských, poznávacích a emocionálních cílů s pacienty.
Nejpopulárnější domácí zvířata jsou především psi a kočky, ale lidé také chovají domácí králíky, fretky, různé hlodavce jako jsou křečci, křečíci, morčata, pískomilové, činčily a krysy, dále také ptáky, zejména nespočet druhů papoušků (k nejznámějším chovancům patří např. andulky) či kanárky, rovněž také plazy jako jsou želvy, ještěrky a hadi, vodní zvířata jako jsou ryby a žáby, nebo členovce jako jsou sklípkani a řada druhů krabů.
Domácí mazlíčci vyžadují pravidelnou péči majitele a veterinární péči v případě nemoci či úrazu.
Někteří učenci a organizace za práva zvířat vyvolaly znepokojení o péči o zvířata s ohledem na autonomii a objektivizace nehumánních zvířat.

## Právní aspekty
Státy, města a obce v západních zemích často vydávají místní nařízení, která omezují počet nebo druh domácích zvířat, která si osoba může osobně nebo pro podnikatelské účely chovat. Zakázaná zvířata se mohou vztahovat na konkrétní plemena (například pitbulové nebo rotvajleři), mohou se týkat obecných kategorií zvířat (jako jsou hospodářská zvířata, exotická zvířata, divoká zvířata a kříženci psů nebo koček) nebo se mohou zakládat pouze na velikosti zvířat. Mohou se rovněž vztahovat další nebo odlišná pravidla a nařízení ohledně údržby. Společenství vlastníků bytů a majitelé pronájemcových nemovitostí také často omezují nebo zakazují nájemníkům chov domácích zvířat.
Chov zvířat jako domácích mazlíčků může vyvolávat obavy týkající se práv zvířat a jejich blahobytu. Domácí mazlíčci byli běžně považováni za soukromý majetek jednotlivých osob. Nicméně existovalo mnoho právních ochran, které měly a mají za cíl chránit blaho mazlíčků (a dalších zvířat). Od roku 2000 přijala malá, ale stoupající část oblastí v Severní Americe zákony, které předefinovaly majitele zvířat jako jejich opatrovníky. Úmysly byly popsány jako změna pouze postojů a vnímání (ale ne právních důsledků) s cílem přiblížit právní osobnost samotným zvířatům. Někteří veterináři a chovatelé se proti těmto krokům postavili. Otázka právního postavení zvířat se může vznést ve vztahu k jejich koupi nebo adopci, péči, rozvodu, majetku a dědictví, zranění, škodě a veterinární neschopnosti.

## Vliv na zdraví domácích zvířat
Chov domácích zvířat může mít negativní dopad na jejich zdraví, pokud nejsou splněny určité požadavky. Některé důležité faktory mohou ovlivnit jejich zdraví.
1. Nevhodné krmení: Nedostatečné nebo nevhodné krmení může mít klinické důsledky. Například konzumace čokolády nebo hroznů může být pro psy fatální.
2. Toxické rostliny: Určité druhy pokojových rostlin mohou být pro domácí zvířata toxické, pokud je sní. Příklady zahrnují filodendrony a velikonoční lilie, které mohou u koček způsobit vážné poškození ledvin, a také poinsettie, begonie a aloe vera, které mohou u psů vyvolat otravu nebo v extrémních případech i smrt.
3. Obezita: Domácí mazlíčci, zejména psi a kočky v industrializovaných společnostech, jsou náchylní k obezitě. Příliš vysoká hmotnost zvířat zvyšuje riziko vzniku cukrovky, problémů s játry, bolesti kloubů, selhání ledvin a rakoviny. Nedostatek pohybu a strava bohatá na kalorie se považují za hlavní příčiny obezity u domácích mazlíčků.

## Účinky domácích zvířat na zdraví jejich pečovatelů

### Zdravotní přínosy
Domácí zvířata mohou stimulovat své pečovatele, zejména starší lidi, poskytují jim někoho, o koho se starat, někoho, s kým cvičit, a někoho, kdo jim pomůže se zotavit z fyzicky nebo psychicky náročné minulosti. Mít domácího mazlíčka může lidem pomoci dosáhnout zdravotních cílů, jako je snížení krevního tlaku, nebo duševních cílů, jako je snížení stresu. Existuje důkaz, že mít domácího mazlíčka může pomoci člověku vést delší a zdravější život. V roce 1986 bylo provedeno studie s 92 lidmi hospitalizovanými kvůli srdečním onemocněním, a během jednoho roku zemřelo 11 ze 29 pacientů bez domácích zvířat ve srovnání se pouze 3 ze 52 pacientů, kteří měli domácí mazlíčky. Vlastnictví domácího mazlíčka se ukázalo jako významně snižující hladinu triglyceridů a tím i riziko srdečních onemocnění u starších lidí. Studie provedená Národním institutem pro zdraví zjistila, že lidé, kteří vlastní psy, méně pravděpodobně umírají v důsledku infarktu než ti, kteří je nevlastní. Další studie ukázaly, že pro starší lidi může být dobré zdraví předpokladem pro vlastnictví domácího mazlíčka, nikoliv výsledkem. Psi vycvičení jako vodicí psi mohou pomoci lidem se zrakovým postižením. Psi vycvičení v oblasti asistované terapie zvířaty (AAT) také mohou přinášet prospěch lidem s jinými postiženími.

### Mazlíčci v institucích dlouhodobé péče
Lidé pobývající v institucích dlouhodobé péče, jako jsou nemocnice nebo domovy pro seniory, získávají zdravotní přínosy díky přítomnosti domácích zvířat. Mazlíčci jim pomáhají zvládat emoční problémy spojené s jejich onemocněním. Taktéž nabízejí fyzický kontakt s jiným živým tvorem, což je často v životě starších lidí opomíjeno. Mazlíčci pro domovy pro seniory jsou vybíráni na základě velikosti zvířete, potřeby péče daného plemene a velikosti instituce pro péči. Vhodní mazlíčci procházejí procesem výběru a pokud se jedná o psa, také dodatečnými výcvikovými programy, aby se stali terapeutickými psy. Existují tři typy terapeutických psů: psi terapeutické návštěvy, psi asistované terapie zvířaty a psi terapeutických návštěv. Nejčastější jsou psi terapeutických návštěv. Jedná se o domácí mazlíčky, jejichž majitelé si najdou čas navštěvovat nemocnice, domovy pro seniory, vězeňská zařízení a rehabilitační centra. Různí mazlíčci vyžadují různou míru péče a pozornosti; například kočky mohou mít nižší nároky na péči než psi.

### Zdravotní rizika
Zdravotní rizika spojená s domácími zvířaty zahrnují:
- Zhoršení alergií a astmatu způsobené kožními lupiny a srstí nebo peřím
- Úrazy způsobené pády. Zakopnutí o domácí zvířata, zejména o psy, způsobuje více než 86 000 pádů vážných natolik, že vyžadují návštěvu pohotovostního oddělení každý rok ve Spojených státech. U starších a postižených lidí tyto pády vedly k ohrožení života a zlomeninám kostí.
- Poranění, pokousání a někdy i smrt způsobená pokousáním a útoky domácích zvířat
- Onemocnění a/nebo parazity v důsledku problémů s hygienou zvířat, nedostatečné léčby a nedisciplinovaného chování (výkaly a moč)
- Stres způsobený chováním zvířat